# Tour au drapeau de Hanoï
La tour au drapeau de Hanoï (vietnamien : Cột cờ Hà Nội) est un édifice située dans le district de Ba Dinh à Hanoï au Viêt Nam.

## Histoire
La tour a été construite en 1812 par le roi Gia Long de la dynastie Nguyen pour servir de poste d'observation de la cité impériale de Thang Long.
La tour n'a pas été détruite lors de l'invasion française (1896-1897) et a été utilisée en permanence comme poste militaire.
Elle fait maintenant partie du Musée d'histoire militaire (en).

## Architecture
Cột cờ est composée de trois niveaux et d'une tour en forme de pyramide avec un escalier intérieur en colimaçon menant au sommet.
L'ensemble architectural fait 33,4 m de haut depuis son sous-sol jusqu'au sommet, y compris trois niveaux de 12 m, une colonne de 18,2 m et un observatoire de 3,3 m.
Si l'on inclut la base ronde et son drapeau, la structure mesure 41,4 m de haut.
Le premier étage mesure 42,5 m de large et 3,1 m de haut; le second fait 25 m de large et 3,7 m de haut et le troisième s'étend sur 12,8 m de large et 5,1 m de haut.
Le deuxième niveau a quatre portes et sur trois d'entre-elles sont inscrits deux mots correspondant à leur direction:
- "Nghênh Húc" ("Pour accueillir le soleil de l'aube") est inscrit sur la porte orientale;
- "Hồi Quang" ("Pour réfléchir la lumière") sur la porte occidentale
- "Hướng Minh" ("Dirigé vers la lumière du soleil") sur la porte du sud.

Le troisième niveau est un carré de 12,5 m de côté et de 5,1 m de haut. Il y a un escalier en colimaçon menant du premier au troisième étage.
L'escalier en colimaçon se compose de 54 marches. Il est éclairé et ventilé par 39 fenêtres en forme de fleur et 6 fenêtres en éventail qui se dispersent le long des franges avec 5 ou 6 sur chacune.
La partie au-dessus du troisième niveau est une colonne avec 8 franges plus étroites vers le haut. Chaque frange mesure 2,13 m de large et 18,2 m de haut.
Au sommet de la tour se trouve un observatoire octogonal de 3,3 m de haut avec 8 portes sur 8 côtés.
Au milieu, il y a une base ronde de 0,4 m de diamètre et 8 m de haut jusqu'au sommet sur laquelle est fixé le drapeau du Viêt Nam.

## Illustrations

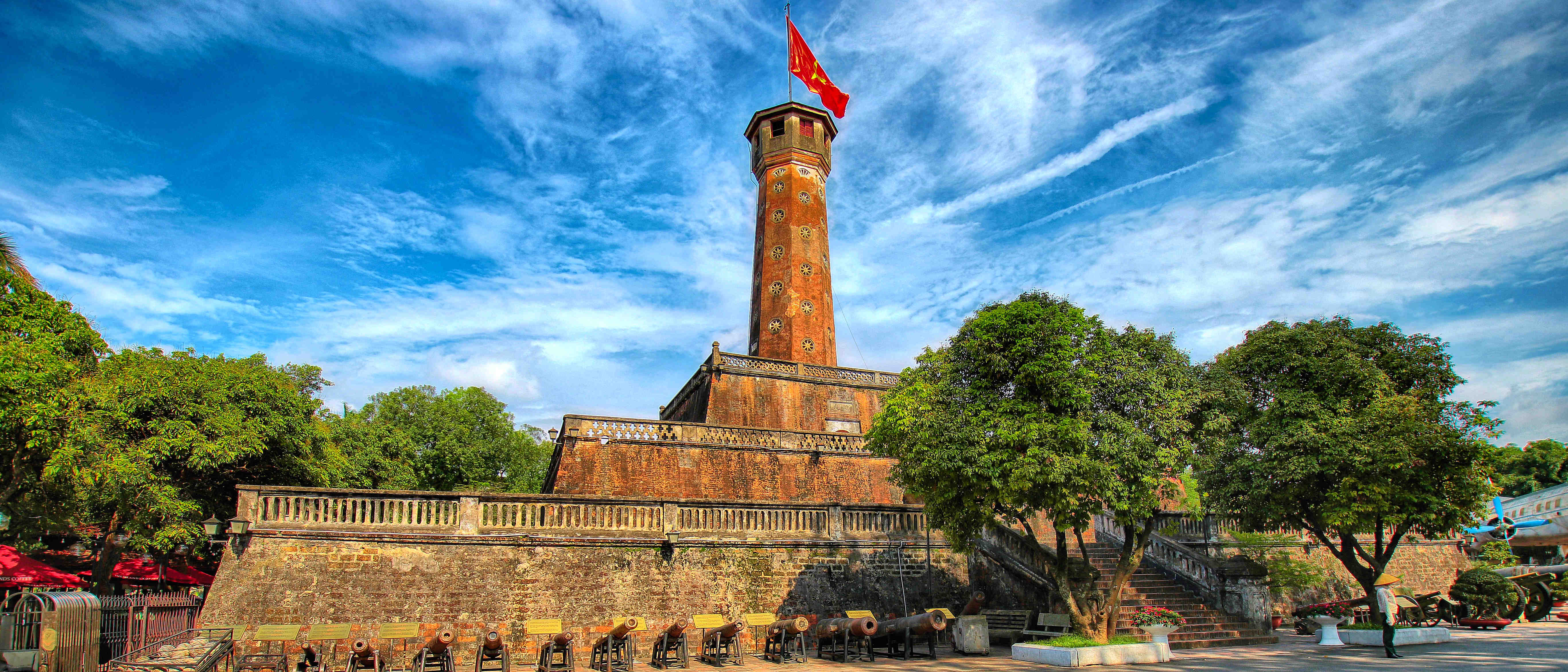
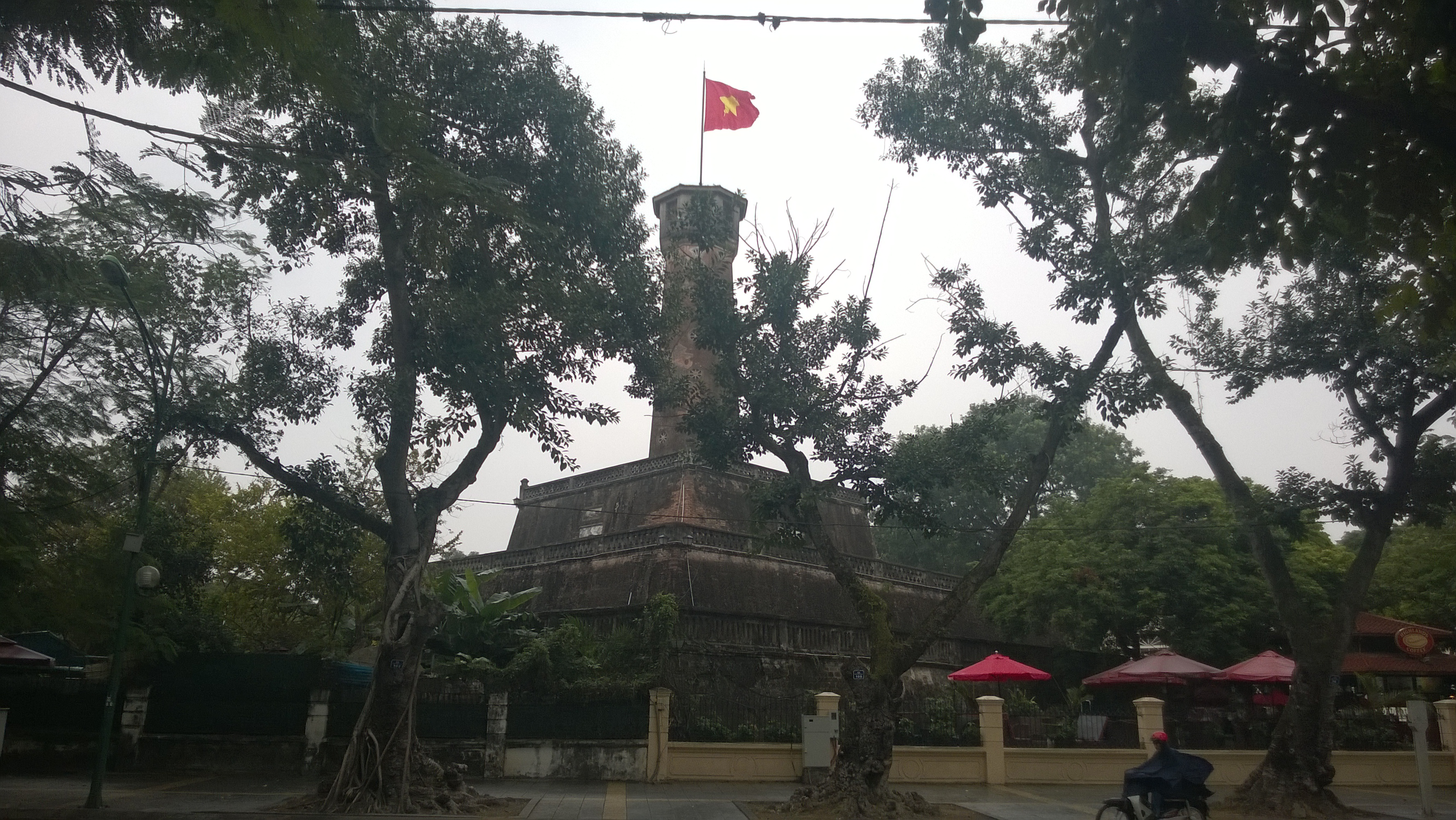
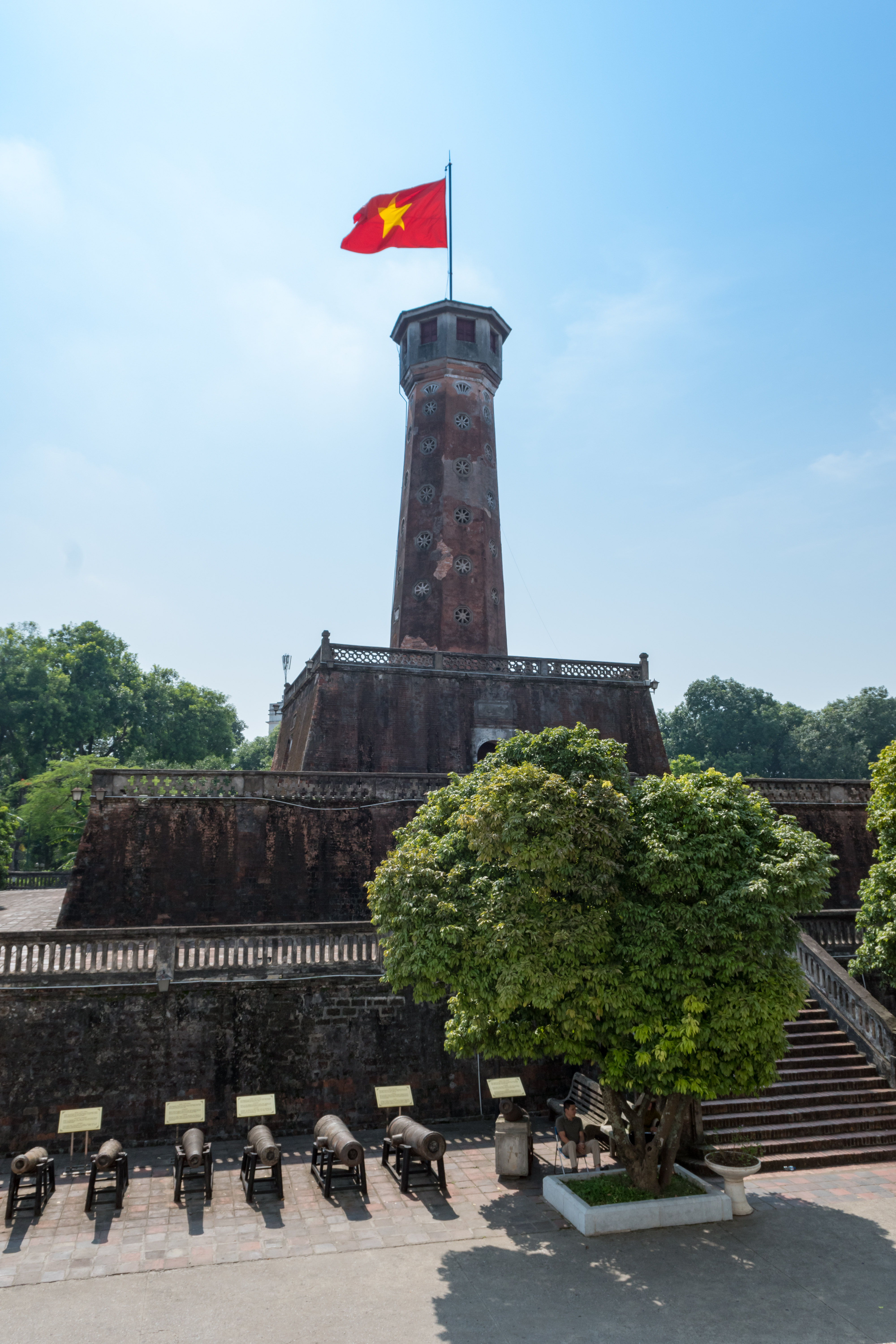